# Utësy Zheltovskogo
Koordinaten: 81° 52′ S, 162° 30′ O
Die Utësy Zheltovskogo (Transliteration von russisch Утёсы Желтовского Utjossy Scheltowskowo, deutsch ‚Scheltowskiklippen‘) sind ein Kliff an der Shackleton-Küste der antarktischen Ross Dependency. Sie ragen unmittelbar westlich der Jacobs-Halbinsel und südwestlich des Kap May auf.
Russische Wissenschaftler benannten sie. Der Namensgeber ist nicht überliefert.